# Кремко Віталій Ілліч
Кремко Віталій Ілліч (нар. 1 січня 1941, село Бережно — пом. 3 квітня 2009, Гродно) — голова СВК «Октябрь-Гродно» в Гродненському районі, Герой Білорусі.

## Біографія
Народився 1 січня 1941 року в селі Бережно Корелицького району.
У 1958 році закінчив Турецьку середню школу. Близько двох років пропрацював на місцевому вапняному заводі. Після служби в армії вступив до Новогрудського сільгосптехнікуму. В 1978 році закінчив Гродненський сільськогосподарський інститут за спеціальністю вчений-агроном.
Трудову діяльність розпочав 1967 року агрономом колгоспу «Комсомолець» Гродненського району. З 1969 по 1984 рік працював завідувачем виробничої ділянки, заступником голови колгоспу «Прогрес» Гродненського району.
З вересня 1984 року до самої смерті працював головою колгоспу «Октябрь» Гродненського району.
Був одружений, мав трьох синів. Вся сім'я працювала в колгоспі «Октябрь». Дружина Валентина Іванівна — головним диспетчером. Старший син Андрій — керівником фруктосховища, середній син Сергій — першим заступником голови СПК, молодший син Денис — агрохіміком.
Помер 3 квітня 2009. Похований у Гродні.

## Нагороди
- медаль «За доблесну працю. В ознаменування 100-річчя з дня народження Володимира Ілліча Леніна» (1970)
- Двічі кавалер  ордена Трудового Червоного Прапора (1971, 1981)
- Орден Леніна (1987)
- Заслужений працівник сільського господарства Республіки Білорусь (1996)
- Герой Білорусі (30 червня 2001)[3]

## Пам'ять
- У травні 2010 року в центрі села Квасовка Віталію Кремко встановлено пам'ятник.[4]
- У Гродно встановлено пам'ятник Віталію Кремко та названа вулиця на його честь.[5]
- З листопада 2010 року, за рішенням Зборів уповноважених, СВК «Октябрь-Гродно» перейменовано на Сільськогосподарський виробничий кооператив імені В. І. КРЕМКА[6].